# Зерноїд бобовий
Зерноїд бобовий (Bruchus rufimanus) — комаха родини листоїдів. Шкідник бобу звичайного (Vicia faba L.). Імаго живляться пилком, а їхні личинки продірявлюють насіння, знищують посіви й переходять до нових, коли вони висихають. Розміри імаго коливається від 3 до 5 мм в довжину.

## Особливості біології та місця проживання
B. rufimanus є моновольтинним видом (дає  лише  одне покоління в рік). Цей вид розмножується навесні в зернах бобу, відкладає яйця на молоді стручки, розвивається в насінні, що проростає і зимує як імаго в притулку, або як личинка в діапаузі, або як лялечка в діапаузі в насінні.

### Зимування

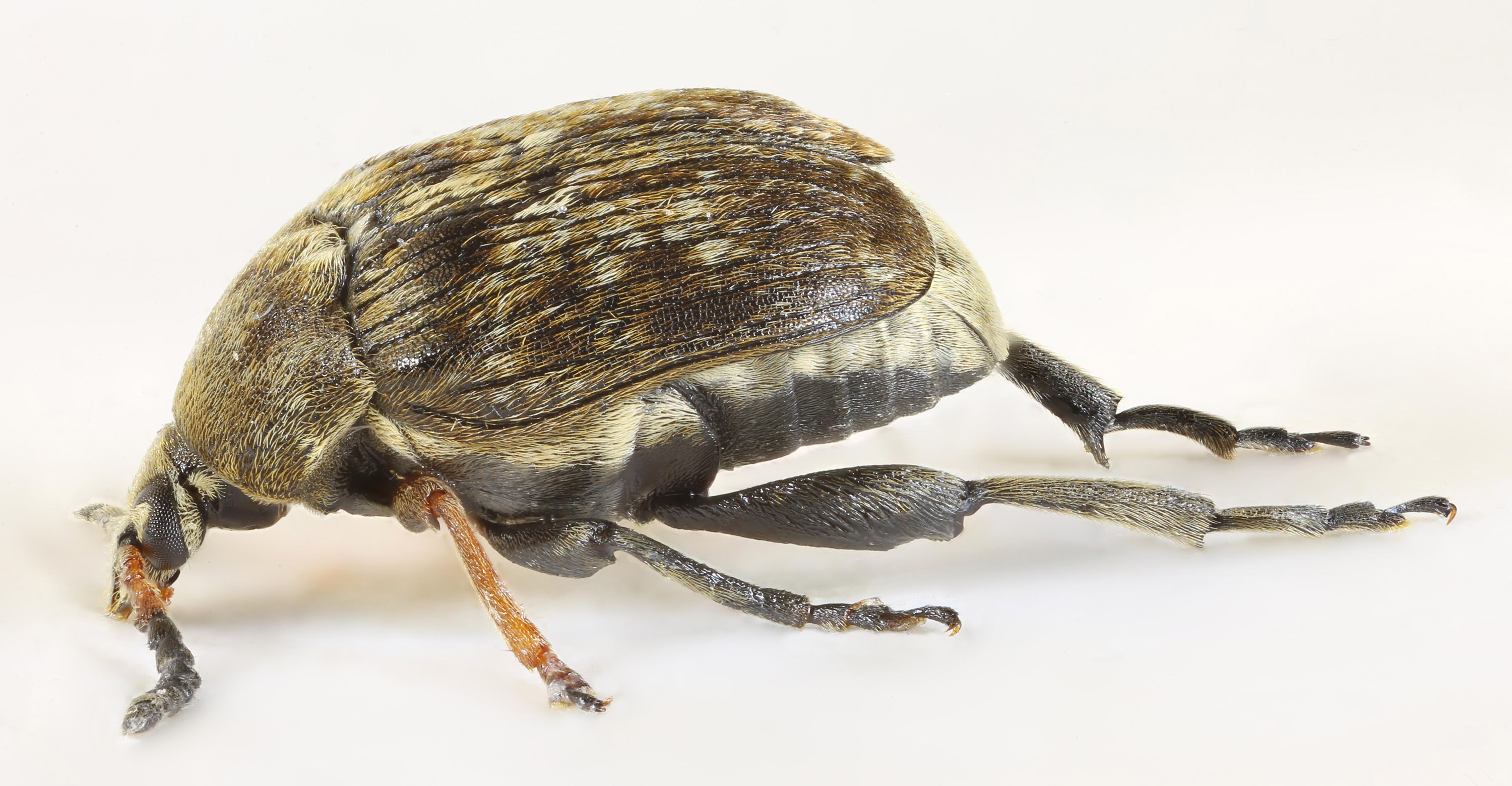
Імаго B. rufimanus

Імаго перебувають у репродуктивній діапаузі й зимують на захищених ділянках, наприклад, під деревами, зокрема сухостоєм, в лісосмугах, під лишайниками, в лісових або листяних підстилках. На початку весни їх можна спостерігати, харчуючись пилком і нектаром сусідніх квітів, і особливо на Fabacae і Vicia spp. Деякі B. rufimanus можуть виживати взимку в личинковій або лялечковій діапаузі всередині насіння і припинити діапаузу, закінчити постембріональний ріст і вийти з насіння після посіву.

### Польова колонізація, рухливість і статева зрілість
Статеве дозрівання самців вмикається збільшенням частки дня в фотоперіоді й таким чином, що вони стають статевозрілими, коли в бобів починають розвиватися листки. А якщо більш конкретно, то щоб жуки припинили свою репродуктивну діапаузу необхідна тривалість дня 16 годин. Знайдено оптимальну довжину дня 18 годин, що викликає припинення діапаузи.

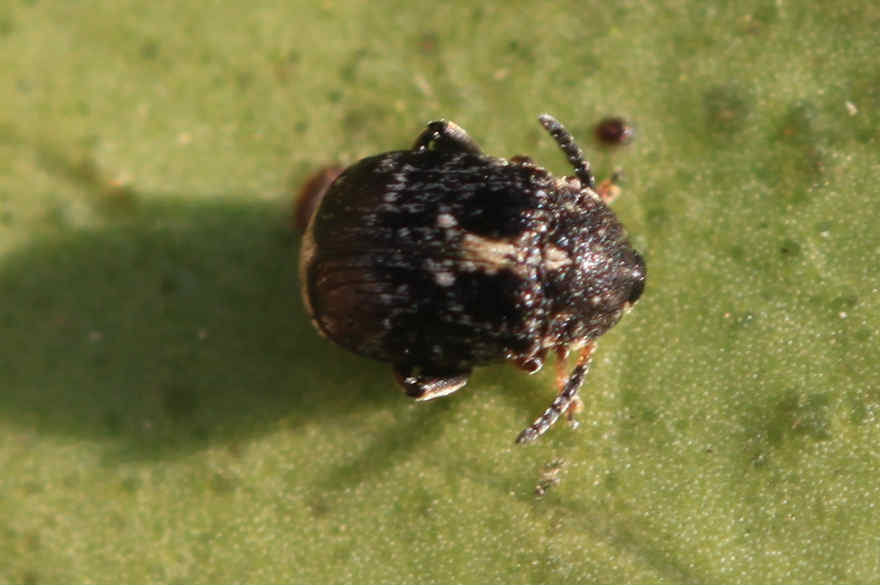
B. rufimanus

Самки перебувають у репродуктивній діапаузі доти, коли боби досягають стадії цвітіння і денна температура досягає 20°C. Вони стають статевозрілими за кілька днів, як наслідок збільшення тривалості фотофази, так і прийому пилку і нектару бобу (Tran і Huignard 1993).
Імаго надзвичайно рухливі протягом дня. Вони мігрують з квітки на квітку. Щільність популяції може змінюватися. У Франції чисельність складає близько 20 імаго/100 рослин на початку колонізації і 150 імаго/ 100 рослин на піку щільності.
Поля поблизу перезимовуючих ділянок, таких як деревне та трав'янисте середовище, та складські приміщення, збільшують ризик колонізації B. rufimanus, особливо в районах з високою інвазією попереднього року.

### Спаровування і яйцекладка

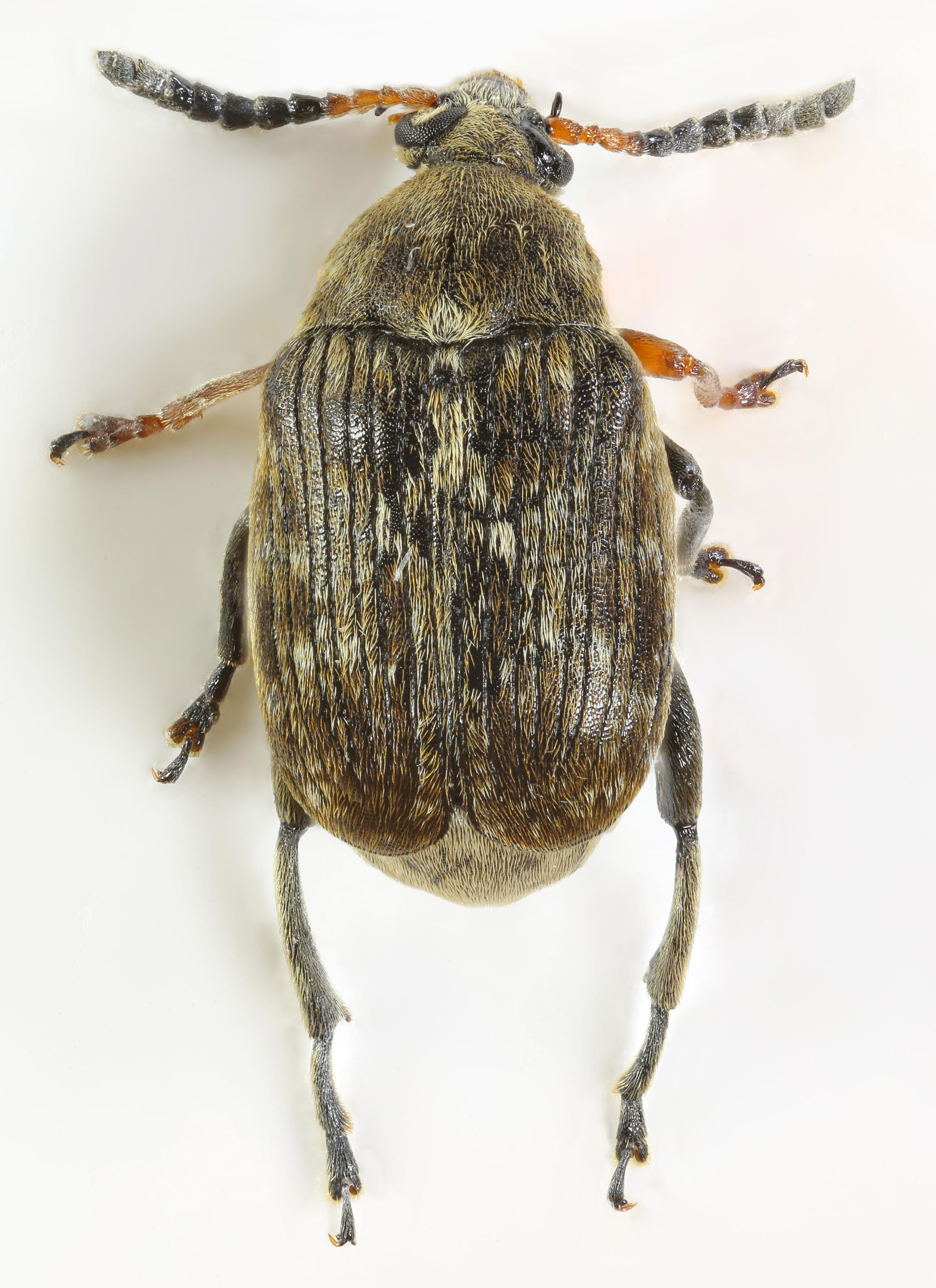
Імаго B. rufimanus

Після того, як самці та самки стають статевозрілими, спарювання триває протягом декількох тижнів. Комахи активні, коли температура досягає 20 ° C; температура вище 25 ° C є дуже сприятливою для їхньої активності в полі, тоді як більш низькі температури нижче 15 ° C і волога погода обмежують рухливість комах. Після запліднення, самки B. rufimanus відкладають яйця на стручках бобу, розвиваються. Дощ, вітер і температура нижче 20°C затримують процес яйцекладки. Яйця відкладають переважно на найнижчі частини рослини. Яйця дрібні (діаметр <2 мм), біло-жовтуваті. Максимум десять яєць на пачку спостерігається. Самки відкладають від 50 до 100 яєць. Дощ може збільшити смертність яєць.

### Розвиток личинок і поява імаго

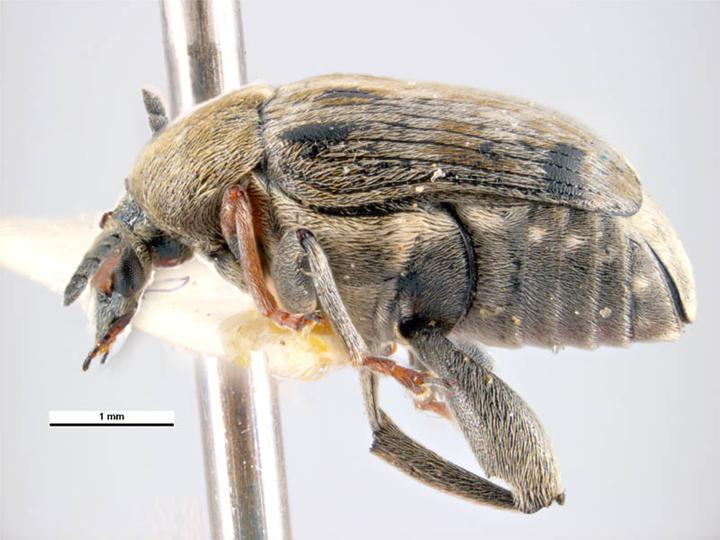
Імаго B. rufimanus

Приблизно через 10 днів (1–3 тижні в залежності від температури), личинки вилуплюються і продірявлюють наскрізь всю насінину і розвиваються всередині насіння. Таким чином, личинки захищені від біологічного та хімічного контролю. Розвиток личинок триває два-три місяці. Перед тим, як перейти до стадії лялечки, личинка прорізає оболонку. Через десять днів стадії лялечки імаго виходить з насіння. Оскільки спарювання і яйцекладка тривають протягом декількох тижнів, дорослі можуть з'явитися до або після збору врожаю.

### Вплив на насіння бобу
Хоча B. rufimanus безпосередньо не впливає на врожайність бобу, він змінює естетичну якість насіння, а також його проростаючі властивості, і внаслідок цього це є проблемою для людського споживання та ринків насіння. Максимальним пороговим значенням пошкодженого насіння, орієнтованого на споживання людиною є 3%. 

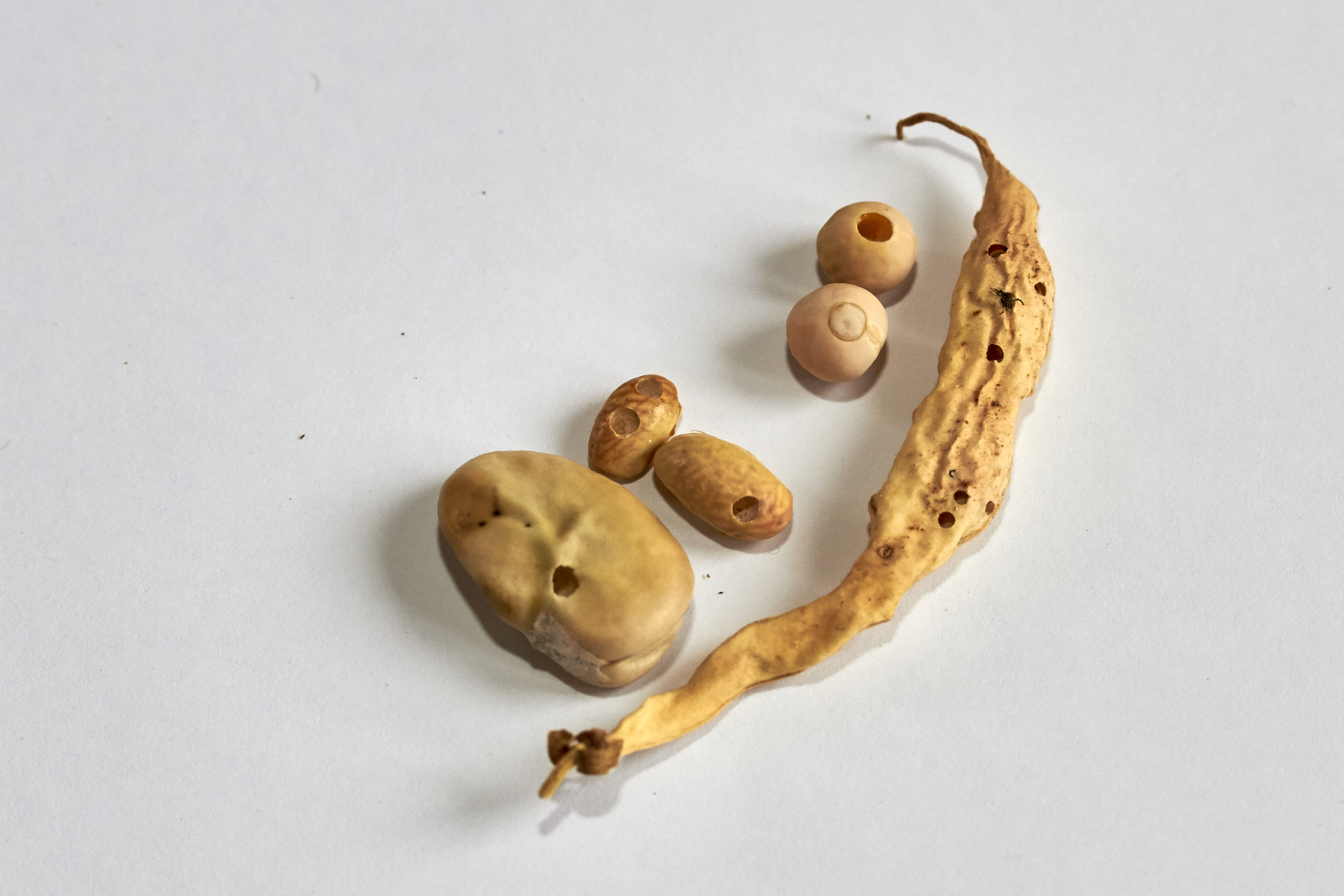
Боби Vicia faba L., уражені B. rufimanus

 Пошкоджене насіння (насіння, з яких з'явилися дорослі рослини) можуть мати більш низькі показники проростання, зокрема з 13% зниженою схожістю, що спостерігається в лабораторії, проте ніякої різниці не спостерігається в польових умовах. Урожай від заражених бобів нижчий (від -45% до -70%), ніж від здорових (Epperlein, 1992). Крім того, рослини, що виросли з пошкодженого насіння мають підвищену схильність до іржі та хвороб коренів.
Крім того, наявність живих комах в насінні є проблемою для експортного ринку, оскільки жодних живих комах не дозволяється експортувати. Присутність жуків в насінні після збору врожаю тим самим знижує комерційну цінність бобу.

## Діагностика та профілактика
Личинкові стадії B. rufimanus проходять всередині насіння і тому захищені від будь-яких контрольних заходів, включаючи хімічний контроль. Bruchus rufimanus є найбільш вразливим на стадії імаго. Таким чином, більшість контрольних заходів спрямовані на імаго або на стадії колонізації на місцях, або при появі на сховищах. Заходи боротьби було зосереджено на прямому контролі з інсектицидами, але обмеження та вилучення з ринку через екологічні проблеми посилили потребу в альтернативних заходах.

### Моніторинг
Через розвиток личинок всередині насіння, захищених стручками, більшість методів обліку базуються на популяції імаго B. rufimanus у польових умовах або при появі. Щільність популяції імаго може бути оцінена підрахунками на рослинах при колонізації поля. Розвиток семіохімічних атрактантних систем захоплення як для моніторингу, так і для боротьби з шкідниками отримав особливий інтерес у продовженні досліджень жуків.

### Заходи боротьби

#### Хімічні заходи боротьби
У Європі проти В. rufimanus застосовували піретроїди та неонікотиноїди. Проте через біологію кінського бобу і його привабливість для запилювачів на стадії цвітіння в Європі введено обмеження щодо використання пестицидів. Особливо рекомендується обприскувати за відсутності запилювачів рано вранці та ввечері. Крім того, завдяки біології B. rufimanus температурний поріг у поєднанні зі стадією розвитку сільськогосподарських культур може бути використаний для підвищення успішності хімічної обробки. Активність дорослого B. rufimanus зростає з підвищенням температури, так що ефективність лікування може підвищуватися, коли максимальна денна температура перевищує 20°C протягом чотирьох днів поспіль після лікування. Кінець цвітіння вказує на закінчення активності дорослих у полі. Таким чином, ця стадія є порогом, що відзначає закінчення застосування інсектицидів, і відбувається не пізніше п'яти днів після останнього цвітіння. Системи прогнозування (Bruchi-LIS, Arvalis, Франція та BruchidCast, Syngenta, Велика Британія) були розроблені для оптимізації застосування інсектицидів на основі температури та стадії посіву.

#### Інші заходи боротьби
- Розробляються пастки на основі напівхімічних атрактантів[2], орієнтованих на імаго при польовій колонізації.
- Останні роботи висвітлюють потенціал ентомопатогенних грибів для боротьби з B. rufimanus[5].
- Останні роботи висвітлили відлякувальні та інсектицидні властивості рослинних олій проти В. rufimanus та їх потенціал для використання у боротьбі зі шкідниками[5][6].

### Біологічні заходи боротьби
Було виявлено, що паразитоїди паразитують на яйцях B. rufimanus: Chremylus rubiginosus і Triaspis thoracicus (родина Braconidae), і Dinarmus acutus (родина Pteromalidae). Їх личинки розвиваються у личинках B. rufimanus і імаго виходять з насіння, залишаючи невеликий отвір у насінні (менший, ніж від B. rufimanus). Хижаки-генералісти на листках бобу кінського, такі як павуки, можуть харчуватися яйцями B. rufimanus та сприяти їх біологічному контролю, хоча не було знайдено даних про їх потенційний вплив на чисельність або зростання популяції.